# Alberto Soriano Thebas
Alberto Soriano Thebas (Santiago del Estero, 5 de febrero de 1915 - Concepción del Uruguay, 16 de octubre de 1981) fue un compositor y musicólogo argentino destacado por sus investigaciones en el área musical latinoamericana.

## Biografía
Alberto Soriano Thebas nació en Santiago del Estero pero fue en Salvador de Bahía en donde transcurrió su infancia y primera juventud ya que sus padres Sansón Soriano y Camila Thebas se radicaron allí.
A temprana edad comenzó sus estudios musicales en el Conservatorio de Música de El Salvador, llegando a destacarse como alumno de violín del Maestro Dante de Souza y en armonía, composición y contrapunto con el Maestro Silvio Deolindo Froes. Esta formación académica, sumada a un permanente contacto con las expresiones musicales de origen afro cultivadas por el pueblo bahiano le marcó para el resto de su vida también dedicada a la investigación etnomusicológica, el periodismo y la docencia.
De muy joven incursionó en la poesía, publicando Las Cinco Llegadas de la Madre d, Agua libro prologado por Jorge Amado e ilustrado por Augusto Torres.
La práctica del dictado musical y la participación en ritos y fiestas populares posibilitó a Soriano pautar más de un centenar de Cantos Mágicos y también lograr un profundo conocimiento de esa raíz telúrica que años más tarde iba a profundizar en sus obras Esencialidad musical, el ritualismo y el humanismo en este arte,  Algunas de las inmanencias etnomusicológicas y Tres rezos augúricos y otros cantares de liturgia negra, así como también en su cátedra de etnología musical dictada en la Facultad de Humanidades y Ciencias de Montevideo, en la que ocupó el cargo de Director del Departamento de Musicología.
Viajes de investigación al interior de la Argentina, Brasil y Uruguay, país en el que se radica a partir de 1950, le permitieron ampliar su visión continental. En Montevideo recibe clases de Tomás Múgica y Lamberto Baldi.
Esta compenetración con la antropología cultural americana contribuye a que su música, ajena a todo ornamento exterior y en una aparente desnudez que puede resultar a veces desconcertante, sea, según expresiones del musicólogo colombiano Andrés Pardo Tovar: “índice de un temperamento que si perjuicio de su originalidad encuentra en las raíces de la tradición vernácula las fuentes más profundas y verdaderas de su estética musical”.
Además de numerosas obras sinfónicas, para solista y orquesta, corales y de cámara, Soriano es autor de conciertos para conjuntos de guitarra. 
El Concierto Nº 1 para cinco guitarras, estrenado en el teatro Solís de Montevideo, el 16 de octubre de 1952, mereció elogio del destacado crítico brasileño Ricardo Nahiossy, quien expresó Entre los monumentos musicales americanos, el concierto para cinco guitarras de Alberto Soriano, al igual que un misterio legendario, perdurará como una de las obras más serias y profundas”. Tanto este concierto, como el Concierto Nº 2 para Cuatro Guitarras, estrenado en el Festival Latinoamericano de Música en Montevideo en el año 1958, fueron ejecutados y grabados por el Conjunto de Olga Pierri. 
Otra obra digna de mención es Cánticos para el Caminante (Construcciones sonoras), realizado sobre la base de sonidos de la naturaleza, (ranas, pájaros, viento), grabados y organizados como pieza musical. Esta, como varias de sus composiciones sinfónicas, fue editada en Argentina por el Discos Qualiton.
Entre los instrumentistas de reconocido prestigio que han interpretado obras de Alberto Soriano, cabe destacar a los pianistas Hugo Balzo, Celia Roca, Fanny Ingold, Wanda Lessman y los violoncelistas Ernest Davies y Mstislav Rostropóvich.
Han dirigido obras de Soriano, directores de la talla de Jascha Horenstein, quien estrenara sus cuatro Rituales Sinfónicos en 1957 en la ciudad de Caracas (Venezuela), en ocasión del Festival Latinoamericano de Música, Iosif Conta, director de la orquesta sinfónica de Radio Bucarest, que interpretó el 19 de junio de 1964 Tres esquemas sinfónicos sobre la vida de Artigas y Kurt Masur, que al frente de la orquesta sinfónica de Radio Berlín ejecuta el Tríptico de Praga en el año 1961.
En los años de la dictadura militar uruguaya fue deportado a la Argentina, estableciéndose en la ciudad de Concepción del Uruguay de la provincia de Entre Ríos donde funda la escuela municipal de música y ejerce la docencia en el Colegio Superior Justo José de Urquiza, hasta pocos días antes de su muerte el 16 de octubre de 1981.
Alberto Soriano es autor de más de cien artículos sobre temas de etnología musical, que fueron publicados en el suplemento dominical del diario El Día de Montevideo y en revistas especializadas como la argentina Polifonía y la Revista Musical Chilena.

## Obras

### Libros publicados
- Las cinco llegadas de la Madre D Agua- Editorial Poseidón, Buenos Aires 1943
- Esencialidad musical- ritualismo y humanismo en este arte - Imprenta ABC s.a. Montevideo.
- Algunas de las inmanencias etnomusicológicas Universidad de la República, Montevideo 1967
- Tres rezos augúricos y otros cantares de la liturgia negra Universidad de la República, Montevideo 1968.

### Discografía
- Concierto Nº1 para cinco guitarras Concierto Nº2 para cuatro guitarras,  Conjunto de guitarras de Olga Pierri ARCA FH001 (1958) - CD digital 2010
- Cuatro Rituales Sinfónicos- Tres esquemas sinfónicos sobre la vida de Artigas- Orquesta sinfónica de Radio y Televisión Rumana. Director Iosif Conta. Qualiton (Argentina) Q1 4005
- Tríptico de Praga Orquesta sinfónica de Radio Berlín. Director Kurt Masur
- Sonata para violín y piano Francisco Musetti (violín), Celia Roca (piano)
- Tiempo sinfónico para los caídos en Buchenwald Orquesta sinfónica de Leipzig Director Adolf Fritz Guhl. Discos Qualiton Q1 4009
- Cánticos para el caminante Construcciones sonoras. Discos Qualiton SQI 4015